# 卡耐基大厅大厦
卡耐基大厅大厦（Carnegie Hall Tower）是位于纽约市57街上的一栋60层摩天大楼。大厦高231米（757英尺），于1991年完工。该大楼的设计师为凯撒·佩利，在1994年该设计获得美国建筑师学会荣誉奖。
2001年，前总统比尔·克林顿层计划将自己的办公室设在卡耐基大厅大厦的56层。但因为每年要花费纳税人738,000美元而招致批评后，克林顿将办公室设在了哈林区125街上。